# Ширазьєн (футбольний клуб)
Футбольний клуб «Ширазьєн» (фр. Chirazienne Omnisport Club, араб. نادي شيرازيان لكرة القدم) — коморський професійний футбольний клуб, який базується в місті Домоні на острові Анжуан. Клуб був заснований у 1950 році, та грає домашні матчі на стадіоні «Стад де Домоні» місткістю 1 тисяча глядачів. «Ширазьєн» грає в Чемпіонаті Коморських Островів з футболу, зоні Анжуан, та в 2005 році був чемпіоном острова. У сезоні 2006—2007 років клуб став володарем Кубка Коморських Островів.

## Титули і досягнення
- Володар Кубка Коморських Островів (1): 2006—2007